# 芷江镇
芷江镇，是中华人民共和国湖南省怀化市芷江侗族自治县下辖的一个乡镇级行政单位。

## 行政区划
芷江镇下辖以下地区：
北街社区、东街社区、南街社区、前街社区、和平路社区、凯旋路社区、黄甲街社区、三里坪村、七里桥村、大垅坪村、东门口村、柳树坪村、窑湾塘村、曲溪垅村、十万坪村、桃花溪村、社塘坪村、合心村、下菜园村、小溪村、洛家井村、邓家坪村和中央溪村。